# San Jacinto (Gwatemala)
San Jacinto – miasto w południowo-wschodniej części Gwatemali w departamencie Chiquimula, leżące w odległości około 15 km na południe od stolicy departamentu i około 40 km od granicy państwowej z Salwadorem. Miasto jest siedzibą władz gminy o tej samej nazwie, która w 2012 roku liczyła 12 419  mieszkańców. Gmina jest najmniejszą w departamencie pod względem obszaru, a jej powierzchnia obejmuje 60 km².

## Toponimia
Miasto zostało nazwane na cześć świętego katolickiego, Jacka Odrowąża — znanego w krajach łacińskich jako święty Jacek z Krakowa.